# つちや (長野市)
株式会社つちやは、長野県長野市に本社を置く文房具・事務用品小売業者。郊外型の文具・事務用品ディスカウント店「文具スーパー事務キチ」（ぶんぐスーパーじむキチ）を中部地方や関東地方に19店舗展開する。

## 沿革
- 1946年（昭和21年）10月1日 - 長野県須坂市に土屋小彌太商店創業（文具卸・小売）
- 1951年（昭和26年）4月 - 有限会社土屋小彌太商店設立
- 1969年（昭和44年）11月 - 須坂ショッピングセンター「パルム」に出店し、玩具小売を始める（既に撤退）
- 1973年（昭和48年）7月2日 - 株式会社つちや設立
- 1981年（昭和56年）6月 - 本社を長野市南長池の現在地に移転
- 1994年（平成6年）12月 - 文具・事務用品ディスカウント「文具スーパー事務キチ」に業態転換
- 1999年（平成11年）10月 - 長野県外へ進出。富山店（富山県富山市）開業
- 2000年（平成12年）10月 - 新潟店（新潟県新潟市中央区）開業
- 2005年（平成17年）
  - 10月 - 藤沢店（神奈川県藤沢市）開業
  - 11月 - 金沢店（石川県金沢市）開業
- 2009年（平成21年）10月 - 浜松店（静岡県浜松市中区（現：中央区））開業
- 2011年（平成23年）10月 - 浦和店（埼玉県さいたま市緑区）開業
- 2013年（平成25年）11月 - 南長野店（長野県長野市）開業
- 2017年（平成29年）2月 - 深谷店（埼玉県深谷市）開業

## 事務キチ
文具スーパー事務キチは、同社が展開する郊外型文具・事務用品ディスカウント店。文房具・OA用品のほか、ペーパータオルのようなオフィスで必要とするものを販売している。また変わった所では、プラモデル・ゲーム・パーティーグッズ等の玩具やスナック菓子・カップ麺等の食品も取り扱っている。
価格は定価の3〜4割引を標準としており、値札シールには上段に黒字で定価・下段に赤字で「J価格（事務キチ価格）」という実売価格が記されている。
1999年（平成11年）から長野県外にも進出しており、2020年5月時点では長野県のほか静岡県に3店舗、新潟県・神奈川県・石川県・埼玉県・愛知県に各2店舗、栃木県・茨城県・富山県に各1店舗ずつ出店している。
店名の由来は、「事務用品類の情報発進基地」を略したもの。キャッチフレーズは「このみせちょーいいなーー100年間いたい」にピースサインを付したもので、子供と思われる客が店内に残した落書きをそのまま採用している。

### 店舗
2020年5月時点の情報。最新の店舗情報や各店舗の詳細は、公式サイトの店舗紹介を参照。
長野県
- 長野店（本社併設）
  - 長野県長野市南長池188-1
  - JR・長野電鉄長野駅東口から長電バス 8系統「南長池東」下車すぐ
- 南長野店
  - 長野県長野市篠ノ井杵淵111-1
  - JR・しなの鉄道篠ノ井駅から S 篠ノ井ぐるりん号「東犀南東公園」下車徒歩7分
- 松本店
  - 長野県松本市並柳二丁目5-12

静岡県
- 浜松店
  - 静岡県浜松市中央区上島七丁目6番35号
  - 遠州鉄道上島駅から徒歩15分、または浜松駅バスターミナルから遠鉄バス 61系統内野台線「赤池薬師」下車すぐ
- 磐田店
  - 静岡県磐田市弥藤太島557番地の1
  - 東海道本線磐田駅から遠鉄バス 80系統中ノ町磐田線「郷社裏」まで10分、その後徒歩5分
- 富士吉原店
  - 静岡県富士市今泉1-17-56

神奈川県
- 藤沢店
  - 神奈川県藤沢市辻堂新町二丁目3番
  - 東海道線辻堂駅北口から徒歩15分
- 座間店
  - 神奈川県座間市ひばりが丘4－2－2

埼玉県
- 浦和店
  - 埼玉県さいたま市緑区中尾3719
  - JR浦和駅東口から国際興業バス 美01・浦08・浦91系統「中尾陸橋」下車徒歩7分
- 深谷店
  - 埼玉県深谷市東方町2-28-6
  - JR高崎線籠原駅から徒歩31分

新潟県
- 新潟店
  - 新潟県新潟市中央区女池東一丁目3番10号
  - JR新潟駅南口から新潟交通 510・512系統「女池桜木町」下車すぐ
- 長岡店
  - 新潟県長岡市福山町427番1

石川県
- 金沢店
  - 石川県金沢市西泉一丁目2番
  - 北陸鉄道石川線押野駅から徒歩20分
- 金沢大河端店
  - 石川県金沢市大河端西2-31

愛知県
- 名古屋茶屋店
  - 愛知県名古屋市港区秋葉2-130
- 名古屋天白店
  - 愛知県名古屋市天白区土原4-623-1

栃木県
- 宇都宮店
  - 栃木県宇都宮市陽東2-6-5

茨城県
- つくば研究学園店
  - 茨城県つくば市学園の森1-14-4

富山県
- 富山店
  - 富山県富山市大町76
  - 富山地方鉄道南富山駅から徒歩20分